# 1368

## Събития
- Династията Мин сменя монголската династия Юен в Китай.

## Родени
- 14 февруари – Сигизмунд Люксембургски, император на Свещената Римска империя, Крал на Унгария и Моравия
- 3 декември – Шарл VI, крал на Франция

## Починали
- Ибн Батута, пътешественик